# Zuiderdiep 190 (Tweede Exloërmond)
De boerderij aan het Zuiderdiep 190 is een monumentaal pand in de Drentse plaats Tweede Exloërmond.

## Beschrijving
De boerderij aan het Zuiderdiep 190 in de Tweede Exloërmond werd in 1911 gebouwd in opdracht van de landbouwer Jakob Prummel. Prummel liet de boerderij bouwen voor zijn zoon Harm. Voor zichzelf en zijn vrouw Catharina Topper liet hij naast de boerderij een woonhuis op Zuiderdiep 192 bouwen. Beide panden liet hij ontwerpen door zijn neef de veenkoloniale architect Klaas Prummel. De boerderij is van het zogenaamde krimpentype, waarbij het achtergedeelte (de stallen en schuren) breder zijn dan het voorhuis. Deze boerderij behoort tot de vroege werken van de architect Klaas Prummel, waarbij hij gebruik maakte van elementen uit de jugendstil. De voorzijde van het woonhuis met twee topgevels is asymmetrisch vormgegeven. In het linker deel van de voorgevel bevindt zich een erker met drie ramen en daarboven een balkon met openslaande deuren. Het rechterdeel van de voorgevel bevat twee ramen met daarboven een ingemetselde balustrade met een driedelig venster. Zowel de balkondeuren aan de linkerzijde als de ramen aan de rechterzijde zijn omlijst door een halfronde boog met velden van stucwerk. De entree van de woning bevindt zich in een gedecoreerd portiek in de linker zijgevel.
De opdrachtgever liet naast de voordeur twee tegels aanbrengen met de initialen van hemzelf en van zijn vrouw "J.H.J.P." en "C.K.T." met het bouwjaar "1911".
De boerderij is erkend als rijksmonument vanwege het architectuurhistorisch en stedenbouwkundig belang. De boerderij is een gaaf en beeldbepalend pand aan het inmiddels gedempte Zuiderdiep, een van de Drentse Monden, een zijkanaal van het Stadskanaal. Het ontwerp van deze boerderij is een van de vroegere werken uit het oeuvre van de architect Prummel, waarbij hij gebruik maakte van elementen uit de jugendstil.